# Seweryn Bieszczad
Seweryn Bieszczad, né le 18 novembre 1852 et mort le 17 juin 1923, est un peintre polonais. Il est connu pour son sens du réalisme et son utilisation de l'aquarelle dans la peinture principalement des paysages.

## Biographie
Il naît le 18 novembre 1852 à Jasło dans une famille de peintres.
Il étudie à l'Ecole des Beaux-Arts de Cracovie entre 1868 et 1876, sous la direction de Władysław Łuszczkiewicz, puis de Jan Matejko, et participe aux cours dirigés par Leon Dembowski et Feliks Szynalewski. Plus tard, il étudie à l'Académie des Beaux-Arts de Munich sous la direction de A. Wagner et à Dresde, en tant que boursier de l'Académie de Vienne. 

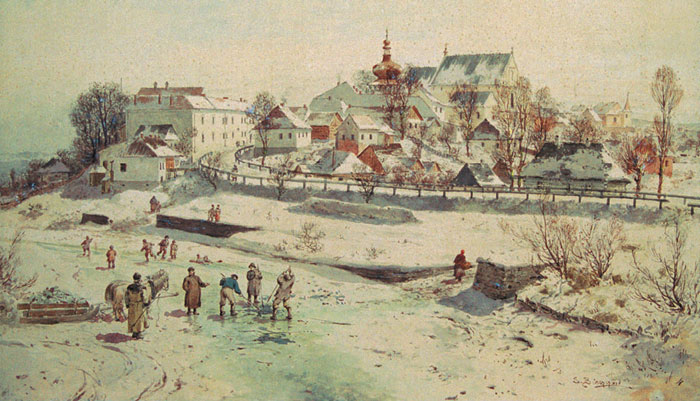
Un tableau de Krosno

En 1891, sur les conseils d'amis, il s'installe définitivement à Krosno, où il vit jusqu'à la fin de sa vie (à l'exception des années 1920-1923, lorsqu'il se trouve à Pleszew (woiwodship Poznań). A Krosno il est un membre actif des comités des œuvres artistiques et des associations artistiques. C'est à Krosno qu'il peint un grand nombre de paysages de la ville et de ses environs.
Il peint quelques scènes du folklore juif polonais.
Il meurt le 17 juin 1923 à Krosno.